# 小行星5848
小行星5848（英語：5848 Harutoriko）是一颗围绕太阳公转的小行星。1990年1月30日，松山正則、渡邊和郎在钏路市发现了此天体。
这颗小行星的绝对星等为229.31563等。